# 장랑베르 탈리앵
장랑베르 탈리앵(Jean - Lambert Tallien, 1767년 1월 23일~1820년 11월 16일)은 프랑스 혁명의 지도자이자 정치가이다. 애인을 구하기 위해 테르미도르의 쿠데타에서 활약한 것으로 알려져 있다.

## 생애
1767년, 파리에서 여관집 아들로 태어나 교육을 받고 변호사의 비서가 되었다. 열성적인 혁명 지지자로 초기부터 자코뱅파의 일원이 되었으며, 1791년 자신도 회보 《시민의 친구》를 발간하여 유명해졌다. 1792년 8월 10일 튈르리 궁전 습격에 참가하여, 파리 코뮌의 서기로 취임하였다. 9월 학살에도 관여했으며, 국민 공회 의원으로 선출되었다. 국민 공회에서는 산악파에 속해 국왕의 처형에 찬성했으며, 지롱드 파에 대한 공격을 지휘한다.
1793년 9월 보르도에 파견되어, 반혁명파에 대한 숙청을 단행했다. 이때, 원래 후작 부인이었던 테레즈 카바루스와 만나 연인 관계가 된다. 그녀에게 영향을 받아 탄압을 그치고 로베스피에르를 노리게 된다. 테레즈가 투옥되었을 때 그녀와 옥중에서 편지를 주고받았다. 탈리앵은 자신의 안위와 그녀의 목숨을 구하기 위해, 폴 바라스 등에게 초대되어 테르미도르의 쿠데타에 참가를 결의한다. 협의한대로 국회 단상에 올라가면 단도를 휘두르면서 “폭군을 타도하라!”고 로베스피에르를 고발하는 연설을 했다. 그 솔선수범 활약으로 로베스피에르 실각시키는데 결정적인 역할을 했다.
쿠데타를 끝내고 1794년 12월에 테레즈와 결혼하고, 주위의 축복을 받았다. 청년대를 선동하여 자코뱅 클럽을 습격하고, 이것을 폐쇄한다. 혁명재판소의 폐지와 지방에 파견되어 반란을 일으키려고 하는 왕당파를 대량 처형한다. 그러나 그는 온건파에서도 급진파도 인기가 없었고 1년도 되지 않아 권력을 잃게 되었다. 총재 정부 때는 오백의원이 되었다.
사태를 타개하기 위해 나폴레옹의 이집트 원정 조사단에 경제 담당으로 참가해고, 귀환 때 영국군에 사로잡혀 런던에 연행된다. 테레즈는 결혼하고 나서도 자유분방하게 행동하는 탈리앵에게 싫증을 느껴 그녀는 바라스의 애인이 되어 있었다. 1802년에 탈리앵이 마침내 귀국했지만, 이혼을 했다. 이후 1806년 간신히 공직을 얻은 적도 있었지만, 열병으로 한쪽 눈을 실명하고 실의에 빠져 파리에서 여생을 보낸다. 1820년 가난 속에 쓸쓸히 세상을 떠났다.

## 관련 작품
- 나폴레옹 - 사자의 시대 (만화)

이 작품에서는 로베스피에르를 비난 연설하는 것과 탈리앵 부인을 사랑하는 것까지는 사실에 따르고 있지만 다리에 몹시 취해 있던 것과 테르미도르의 반동으로부터 도망쳐 살아남은 생 쥐스트에 의해 암살되는 것은 설정이다.

## 같이 보기
- 테르미도르의 반동